# Дискаверер-16

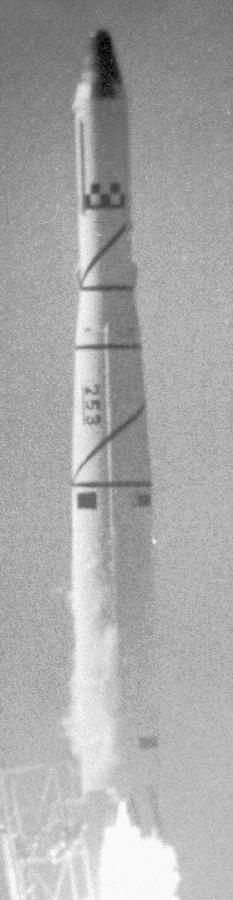
Старт ракеты-носителя Тор-Аджена со спутником Дискаверер 16

Дискаверер-16 (англ. Discoverer 16) или CORONA 9011 — военный спутник-разведчик США. Первый спутник серии CORONA KH-2 (KeyHole-2). Запуск неудачен.

## Основные сведения
Дискаверер-16 был разработан в рамках военной программы CORONA. Этот спутник был предназначен для разведки и проведения научных экспериментов. Спутник имел спускаемую капсулу с плёнками и экспериментальным материалом, как и большинство других спутников серии Дискаверер и все спутники серии CORONA KH-2. Документы, относящиеся к спутникам серии Дискаверер, были рассекречены только в 1995 году.

## Детали миссии
Дискаверер-16 был запущен 26 октября 1960 года 20:26 UTC со стартовой площадки Ванденберг.. При старте из-за нарушения энергоснабжения выключился блок последовательности выполнения команд. В тот момент, когда вторая ступень Аджена-Б должна была отделяться от первой ступени комплекса Тор-Аджена, ничего не произошло. В результате ракета упала в Тихий океан вместе с второй ступенью и спутником. Масса спутника вместе с разгонным блоком Аджена-Б составляла 1091 килограмм. Спутник был оборудован панорамной камерой с фокусным расстоянием 61 сантиметр (24 дюйма) и максимальным разрешением около 7,6 метров (25 футов). Изображения должны были фиксироваться на 70-мм фотоплёнку. Помимо разведки, спутник должен был провести эксперименты по исследованию космических лучей.
Следующими спутниками серии CORONA KH-2 стали Дискаверер-18, Дискаверер-25 и Дискаверер-26, которые успешно выполнили свои миссии в 1960-1961 году, а также Дискаверер-17, Дискаверер-22 и Дискаверер-28, миссии которых также были неудачны.